# Kostas Fortunis
Konstandinos Fortunis (ur. 16 października 1992 w Trikali) – grecki piłkarz występujący na pozycji pomocnika w klubie Olympiakos SFP, do którego trafił z niemieckiego 1. FC Kaiserslautern. Jest wychowankiem Olympiakos SFP. Reprezentował także barwy AÓ Trikala oraz Asteras Tripolis. Został powołany do kadry reprezentacji Grecji na Mistrzostwa Europy 2012.